# Willy Björkman
Willy Arne Björkman född 4 augusti 1946 i Brännkyrka församling i Stockholm, är en svensk TV-profil som är känd från Bygglov som "Fixare". Han deltog i 2010 års upplaga av Let's Dance tillsammans med Charlotte Sinclair, de kom på tredje plats. 
Han spelar keyboard tillsammans med bröderna Kent och Danne Pettersson i rockgruppen "Paradise" och har även spelat in en egen CD. På singeln Men of Dakota/Riding (1970) med Don Curtis spelar han både keyboard och orgel.
Den 3 mars 2017 släppte Björkman singeln Pepparspray.
Han är reporter och ljudtekniker för Strängnäs Lokal TV och har även arbetat som reporter med Kent Pettersson på Dansbandskampen 2009.